# Республика Татарстан (газета)
«Республика Татарстан» — главная общественно-политическая газета на русском языке, издающаяся в Татарстане. 
Учредители газеты — Правительство, Парламент Республики Татарстан и коллектив редакции. В газете публикуются официальные документы, принимаемые президентом, Кабинетом Министров и Госсоветом Татарстана.
Выходит в столице республики Казани пять раз в неделю тиражом около 30 тысяч экземпляров.

## История
Первый номер газеты, которая тогда называлась «Рабочий», вышел 13 апреля 1917 года. После Октябрьской социалистической революции получила название «Знамя революции» и затем неоднократно меняла своё название — «Знамя труда», «Известия ТатЦИКа», «Красная Татария». В 1937 году ответственным редактором газеты был А. М. Давлетьяров, в 1938 году — репрессированный.
В 1951 году стала называться «Советская Татария». В 1967 году газета была награждена орденом Трудового Красного Знамени. К середине 1970-х годов тираж газеты достигал 175 тысяч экземпляров. В начале 1990-х годов получила современное название.
Сотрудниками газеты в разное время были писатели и поэты А. И. Алдан-Семёнов, А. И. Безыменский, Демьян Бедный, Е. С. Гинзбург, М. С. Бубеннов, П. А. Радимов, Гали Хужи, фотограф В. А. Тёмин.
В разный период времени в газете печатались произведения И. Е. Вольнова, П. С. Логинова-Лесняка, А. А. Эгон-Бессера, и других. 